# Dahlica thomanni
Dahlica thomanni is een vlinder uit de familie van de zakjesdragers (Psychidae). De wetenschappelijke naam van deze soort is voor het eerst voorgesteld als Solenobia thomanni in 1936 door Hans Rebel.
De soort komt voor in Spanje, Zwitserland, Italië en Slovenië.